# Högdalsdepån

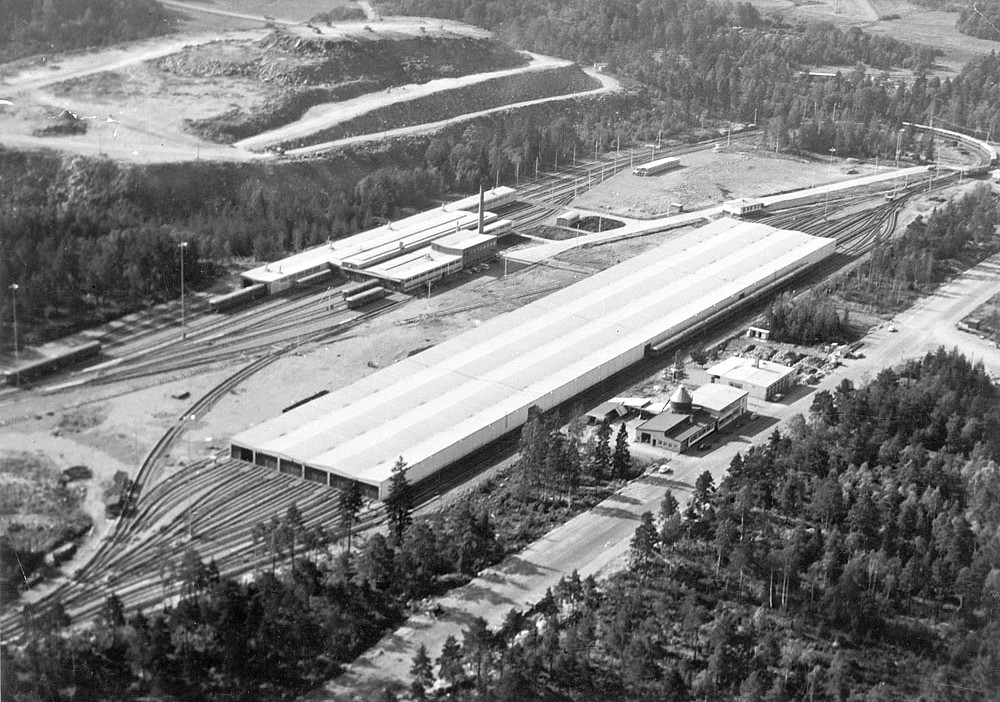
Högdalsdepån, just färdigställd, 1959.

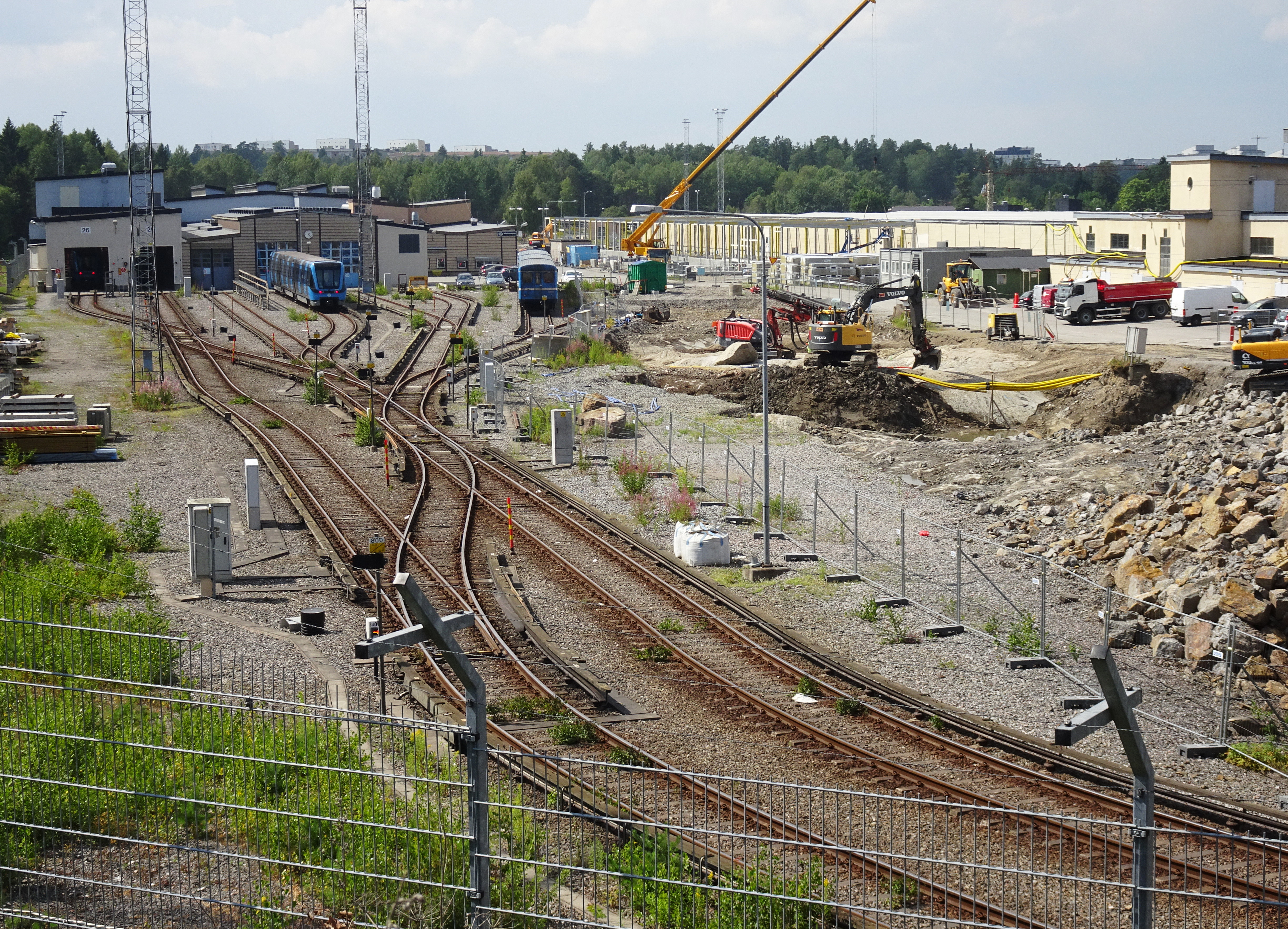
Högdalsdepån, 2016.

Högdalsdepån är en av Stockholms tunnelbanas vagnhallar. Den är belägen i Högdalens industriområde i stadsdelen Högdalen i Söderort inom Stockholms kommun. 

## Beskrivning
Anläggningen ligger vid ett stickspår från station Högdalen och uppfördes åren 1957-1958 efter ritningar av arkitekterna Erik Vestergren och Cyril Marcus. Uppställningshallen innehåller 12 spår. 1999 tillkom en tillbyggnad med tvätthall och klottersaneringshall.
I anslutning till den planerade nya sträckningen av Blå linjen har en utbyggnad av Högdalsdepån beslutats i februari 2016. Depån kommer att få en östlig spårförbindelse med Gröna linjen och utbyggnaden planeras vara klar under 2026.